# مارسل كوربرشوك
مارسل كوربرشوك (17 مايو 1949) مستشرق ودبلوماسي هولندي درس العربية في جامعة لايدن وجامعة القاهرة عمل في وزارة الخارجية الهولندية منذ عام 1974 م وترأس قسم الشرق الأوسط في الوزارة. كما عمل في الأمم المتحدة والناتو. قام بعمل بحوث على مجتمع البدو في السعودية كما يعمل أستاذ للدراسات اللغة والثقافة العربية الإسلامية. عمل سفيرا لهولندا في تركيا وباكستان وبولندا. من مؤلفاته كتاب البدوي الأخير (القبائل البدوية في الصحراء العربية)، كما اهتم بالشعر العربي والنبطي حيث قام بتسجيل قصائد شعر الشاعر البدوي عبدالله الدندان كما اهتم بشعر عبد الله السبيل.

## العمل
- عمل مارسل كوربرشوك في سفارة هولندا في المملكة العربية السعودية.
- انتقل إلى المعهد الهولندي للدراسات الاستراتيجية ومنه ممثلاً لبلاده في مقر الاتحاد الأوروبي في بروكسل خلال الفترة من 1990م إلى 1994م.
- عاد إلى وزارة الخارجية في لاهاي لمدة 8 سنوات. عمل خلالها أيضاً أستاذاً في جامعة لايدن لمدة خمس سنوات.
- وبعد أحداث 11 سبتمبر كان أول سفير لهولندا في أفغانستان، وانتقل بعدها إلى باكستان.
- وفي عام 2005م عيّن سفيراً لبلاده في أنقرة ومنها انتقل سفيراً في وارسو.
- وفي عام 2013م أصبح مبعوثاً خاصاً للقضية السورية مقيماً في إسطنبول.
- تقاعد في نهاية 2014م بعد قبوله عرضاً للعمل في جامعة نيويورك في أبوظبي بهدف استكمال بحوثه ودراساته في الشعر النبطي.[4]

## برنامج الرحالة الأخير
في عام 2016م قدّم مارسل كوربرشوك برنامج (الرحالة الأخير) على قناة العربية، وهو برنامج وثائقي من 8 حلقات يستعيد رحلة كوربرشوك عبر صحراء النفود عام 1989م.

## ترجمة أعماله
في عام 2015 وقّعت دار جداول للنشر والترجمة عقداً مع دار بريل الهولندية (Brill) المعنية بدراسات تاريخ الشرق الأوسط والتراث العربي؛ وذلك لترجمة المشروع الذي قام به المستشرق مارسيل كوبر شوك، المعنون بـ (FROM CENTRAL ARABIA ORAL POETRY AND NARRATIVES)، واحتوى مشروعه على خمسة مجلدات، خصّص الجزء الأول منه للشاعر الدندان، وتضمن المجلد الثاني دراسة موسعة وشاملة عن الشاعر شليويح العطاوي، حياته وشعره. في حين تضمن المجلد الثالث دراسة عن أربعة شعراء من قبيلة الدواسر، هم: ابن بتلا، الدندان، نابت بن ظافر وبخيتان بن ضافي. وتضمن المجلد الرابع مأثورات من قبيلة الدواسر. أما المجلد الخامس فهو عبارة عن قاموس للمجلدات الأربعة.